# Arctosa schensiensis
Arctosa schensiensis là một loài nhện trong họ Lycosidae.
Loài này thuộc chi Arctosa. Arctosa schensiensis được Ehrenfried Schenkel-Haas miêu tả năm 1963.